# Poshteh Konjī
Poshteh Konjī (persiska: پشته کنجی) är en ort i Iran.   Den ligger i provinsen Hormozgan, i den sydöstra delen av landet, 1 000 km sydost om huvudstaden Teheran. Poshteh Konjī ligger 994 meter över havet och antalet invånare är 231.
Terrängen runt Poshteh Konjī är kuperad åt nordväst, men åt sydost är den platt. Runt Poshteh Konjī är det ganska glesbefolkat, med 50 invånare per kvadratkilometer. Närmaste större samhälle är Ban Gowd-e Aḩmadī, 4,2 km nordost om Poshteh Konjī. Trakten runt Poshteh Konjī är ofruktbar med lite eller ingen växtlighet.